# Fantine
Фанти́не (имя при рождении Фанти́не Мария Притула; род. 6 февраля 1984, Москва) — австралийская многоязычная певица и автор песен русско-доминиканского происхождения. В настоящее время Фантине проживает в Москве. Она дебютировала на австралийской инди-сцене в 2010 году в качестве исполнителя в сотрудничестве с Space Invadas (DJ Katalyst и Стив Спейсек), результатом чего стал соул-джаз-сингл Super Sweet.
В 2011 году Фантине объявила Rubberoom (2011) своим первым сольным релизом. Песня также транслировалась в австралийских национальных телевизионных программах, включая Rage и Video Hits, и была удостоена награды «Инди-видеоклип недели». С тех пор Fantine выпустили синглы Eleven (2011) и Perfect Strangers (2011), спродюсированные в Великобритании продюсером Gorillaz Джейсоном Коксом и Don’t Come Around (2012), записанные в Австралии и спродюсированные британским продюсером Ли Гровсом.
В 2012 году Фантине начала выступать в качестве приглашенной солистки Московского Джазового Оркестра под руководством народного артиста России и международного джазового саксофониста Игоря Бутмана. В месте они объездили с гастролями США, Россию, страны Европы и Азии, выступили на крупнейших мировых джазовых фестивалях, и сотрудничество продолжается и до нынешних дней.
В 2013 году Фантине начала работать над своим дебютным альбомом I Am Fantine (2015) с 19-кратным продюсером, удостоенным премии «Грэмми», Эмилио Эстефаном и семикратной обладательницей премии «Грэмми» певицей и автором песен Глорией Эстефан, которая также стала соавтором двух ее песен. Эстефаны курировали и помогали Фантине в создании Bachata de Rosa (2014) и Reservation for Two (2014), которые заняли 5-е место в чарте танцевальных песен Billboard.
В марте 2015 года Фантине присоединилась к трехкратному обладателю премии «Грэмми» певцу, автору песен и продюсеру Уайклефу Джину на концерте в Майами-Бич, посвященном празднованию столетия, чтобы исполнить композицию Killing Me Softly. В настоящее время она работает над своим последним синглом What A Day (2015), совместно спродюсированным Эмилио Эстефаном и Вайклефом Джином, с участием Вайклефа Джина и певицы реггетона Эль Ката.
В июле 2021 года, Фантине выступила в оранжерее ВДНХ и представила свою первую авторскую сольную программу, где прозвучали песни из ее сольного альбома «Overdue», который вышел в декабре 2019 года.

## Ранняя жизнь и семья
Фантине и ее сестра Александра, родившиеся в семье русского отца (Анатолия Притулы) и матери-доминиканки (Риты Притулы), воспитывались в трехъязычной семье (русский, испанский, английский). Семья иммигрировала в Австралию в 1992 году.
Фантине вернулась в Австралию в 2001 году, чтобы учиться в Университете Нотр-Дам в Перте, Западная Австралия. Она получила степень бакалавра права и бухгалтерского учета. Во время учебы Фантина выступала вживую с местной группой Soul Corporation. В этот период музыка была в основном хобби.

## Музыкальная карьера
Музыкальная карьера Фантине началась в 2009 году, когда она подписала контракт с The Coady Group и переехала в Сидней. В свой первый год в Сиднее Фантине была представлена сиднейской группе Space Invadas, новому проекту австралийского инди-хип-хоп продюсера Katalyst (музыканта) и Стива Спейсека. Вместе они записали совместный трек под названием Super Sweet. В нем Фантина исполнила вокал и была снята с альбома Space Invada Soul:Fi (2010). Эфир впервые вышел в эфир на канале Triple J в марте 2010 года. В поддержку релиза Soul:Fi группа отправилась в турне по Австралии, выступая на таких фестивалях, как Splendour in the Grass, Future Music Festival (Future Entertainment) и сельском фестивале Groovin' the Moo.
В 2014 году Фантине отправилась в два российских джазовых тура по США с известным российским джазовым саксофонистом Игорем Бутманом и его Московским джазовым оркестром. Некоторые из их известных выступлений включают M & T Syracuse Jazz Fest.
С июня по август 2010 года Фантине провела время в США и Великобритании, совместно сочиняя музыку для своего будущего EP и альбома с рядом авторов, включая австралийского писателя, удостоенного премии ARIA, Бена Ли, автора песен и продюсера Саши Скарбека, а также сценаристов / продюсеров из Лидса Джона Бека и Стива Крисанту.
Первым сольным релизом Fantine стал сингл Rubberoom (Rubberoom) (февраль 2011), песня о «месте, куда уходят потерянные идеи». Песня была написана в соавторстве с британским сценаристом/продюсером Алексом Греем и впервые была показана на Triple J в феврале 2011 года. За выпуском песни последовал показ музыкального клипа на австралийских национальных телевизионных программах, включая Rage, где клип был награжден статусом «Независимого видеоклипа недели» и видео-хитов (австралийский телесериал) в рамках сегмента прогнозов 2011 года. За Rubberoom последовал второй релиз Fantine под названием Eleven (Одиннадцать) (май 2011). Эта песня посвящена «суеверию и мистицизму числа Одиннадцать».

### Сольная карьера
С июня по август 2010 года Фантину провела время в США и Великобритании, совместно сочиняя музыку для своего будущего EP и альбома с рядом авторов, включая австралийского писателя, удостоенного премии ARIA, Бена Ли, автора песен и продюсера Саши Скарбека, а также сценаристов / продюсеров из Лидса Джона Бека и Стива Крисанту.
Первым сольным релизом Fantine стал сингл Rubberoom (Rubberoom) (февраль 2011), песня о «месте, куда уходят потерянные идеи». Песня была написана в соавторстве с британским сценаристом/продюсером Алексом Греем и впервые была показана на Triple J в феврале 2011 года. За выпуском песни последовал показ музыкального клипа на австралийских национальных телевизионных программах, включая Rage, где клип был награжден статус «Независимого видеоклипа недели» и видео-хитов (австралийский телесериал) в рамках сегмента прогнозов 2011 года. За Rubberoom последовал второй релиз Fantine под названием Eleven (Одиннадцать) (май 2011). Эта песня посвящена «суеверию и мистицизму числа Одиннадцать»
В 2013 году Фантине переехала в Майами, чтобы привезти свою музыку в Штаты и поработать с Эмилио и Глорией Эстефан, которые помогли Фантине спродюсировать синглы Bachata de Rosa (2014), песню о «любви и тоске», отдающую дань уважения ее латиноамериканским корням, и Reservation for Two (2014). Клип на песню «Reservation for two», сопродюсером и режиссером которого является Эмилио Эстефан, показывает сложности и трудности отношений. Фантине продолжала работать с такими диджеями, как Тед Смут, чтобы разработать ремиксы на Reservation for Two и привлечь новую аудиторию. В 2014 году группа Reservation for Two заняла 5-е место в чарте танцевальных песен Billboard.Фантина попала на рынок США, несколько раз выступая в качестве гостя по всей стране.
В июне 2014 года Фантине начала свой промо-тур для двух своих новых синглов «Reservation for Two» и «Bachata de Rosa».Ее сингл Reservation for Two официально дебютировал в июле 2014 года на PerezHilton.com Несколько популярных диджеев, включая Теда Смута, начали делать ремиксы на эту песню, и она стала хитом клубного сингла и играла в различных танцевальных клубах США. Фантине начала свой испанский тур со своим вторым синглом «Bachata de Rosa» в августе 2014 года.
В ноябре 2014 года Фантине выступила в the 24-Hour Cotton Inc. Показ мод в прямом эфире. Она исполнила два своих сингла «Bachata de Rosa» и «Reservation for Two», и ее сопровождали другие популярные выступления и выступления Джейсона Деруло, Трея Смита. Она также выступала на фестивале Университета Майами в Майами
Вскоре после этого, в марте 2015 года, Фантине объявила, что работает над новым проектом с певцом, автором песен и продюсером Уайклефом Джином, показывая их в студии звукозаписи Уайклефа в его доме в Нью-Джерси. В марте Фантина появилась в программе NBC «6 in the Mix» вместе с Уайклефом Джином, Эмилио Эстефаном, Руди Пересом и мэром Майами Карлосом Хименесом, чтобы рекламировать свое предстоящее выступление на концерте в честь столетия Майами-Бич 25 марта 2015 года. На концерте, перед тем как к ней присоединился на сцене Уайклеф Жан, Фантина исполнила кавер-версию песни Chan Chan , отдавая дань уважения кубинскому сообществу Майами-Бич, а также ее хит-синглу Reservation for Two.Затем она исполнила исполнение песни The Fugees «Killing Me Softly» вместе с Уайклефом Джином
Вскоре после своего выступления Фантина объявила на своих страницах в социальных сетях, что ее новая песня What A Day была написана Эмилио Эстефаном совместно с доминиканским певцом Эль Ката. В июне 2015 года Фантина выпустила свой новый сингл What A Day с участием Вайклефа Джина и Эль Ката на AllMusic.com .Песня посвящена испытаниям, с которыми сталкиваются экзотические танцовщицы в повседневной жизни. Премьера официального музыкального клипа What A Day состоялась на Vevo.com.
В декабре 2019 года выходит первый сольный альбом «Overdue», посвященный карьере певицы.
В августе 2022 года, вышел сериал «Жизнь по вызову» с Павлом Прилучным, где использовалась еще не вышедшая песня Фантине «Nobody can know about us»

## Выступления

### Приглашенные выступления
Фантине также была приглашенной вокалисткой Space Invadas во время презентации их альбома Soul:Fi на Oxford Art Factory (Сидней)

### Слоты поддержки
В марте 2011 года Фантине выступила на разогреве у мельбурнской соул-группы Electric Empire.Выступление получило положительные отзывы
Фантине также исполняла бэк-вокал для Eurythmics Дэвида А. Стюарта, который сопровождал Стиви Никс в качестве специального гостя во время ее тура по Австралии в ноябре / декабре (2011).
В феврале 2012 года Фантине выступала на разогреве у Эрики Баду, американского соулмена Майера Хоторна. За этим последовал слот поддержки с Дэниелом Мерривезером в апреле 2012 года

### Проект Голос 9
Осенью 2020 года Фантине прошла отбор слепых прослушиваний с песней Уитни Хьюстон «I’m every woman», выбирает команду Басты. Выступление привело жюри в восторг, повернулись абсолютно все.
На этапе «Поединки» исполнила песню «Life the way you lie» c Гульшаном Бегимовым. Выступление было успешным, Фантине прошла в «Нокауты». На этапе «Нокауты» певица выступила с песней «Половинка», где проиграла, но ее взял в команду Валерий Сюткин. В четвертьфинале Фантине исполнила песню «Virtual Insanity», но, к сожалению, дальше не прошла.

### Авторские программы
В 2021 году Фантине впервые представила свою авторскую программу. В октябре композиции прозвучали на канале «Культура» в рамках программы Клуб «Шаболовка, 37». Также, певица устраивала тематические концерты, посвященные Уитни Хьюстон, истории музыки фильмов про Джеймса Бонда, джазовой традиции.